# Meridià 27 a l'est
El meridià 27 a l'est de Greenwich és una línia de longitud que s'estén des del pol Nord travessant l'oceà Àrtic, Europa, Àfrica, l'oceà Índic, l'oceà Antàrtic i l'Antàrtida fins al pol Sud.
El meridià 27 a l'est forma un cercle màxim amb el meridià 153 a l'oest. Com tots els altres meridians, la seva longitud correspon a una semicircumferència terrestre, uns 20.003,932 km. Al nivell de l'Equador, és a una distància del meridià de Greenwich de 3.006 km.

## De Pol a Pol
Començant en el pol Nord i dirigint-se cap al pol Sud, aquest meridià travessa:
| Coordenades                             | País, territori o mar    | Notes                                        |
| --------------------------------------- | ------------------------ | -------------------------------------------- |
| 90° 0′ N, 27° 0′ E / 90.000°N,27.000°E  | Oceà Àrtic               |                                              |
| 80° 6′ N, 27° 0′ E / 80.100°N,27.000°E  | Noruega                  | Illa de Nordaustlandet, Svalbard             |
| 79° 52′ N, 27° 0′ E / 79.867°N,27.000°E | Mar de Barents           |                                              |
| 78° 42′ N, 27° 0′ E / 78.700°N,27.000°E | Noruega                  | Illa de Svenskøya, Svalbard                  |
| 78° 41′ N, 27° 0′ E / 78.683°N,27.000°E | Mar de Barents           |                                              |
| 70° 36′ N, 27° 0′ E / 70.600°N,27.000°E | Noruega                  |                                              |
| 69° 55′ N, 27° 0′ E / 69.917°N,27.000°E | Finlàndia                |                                              |
| 60° 25′ N, 27° 0′ E / 60.417°N,27.000°E | Mar Bàltic               | Golf de Finlàndia                            |
| 60° 4′ N, 27° 0′ E / 60.067°N,27.000°E  | Rússia                   | Óblast de Leningrad — Illa de Gogland        |
| 60° 1′ N, 27° 0′ E / 60.017°N,27.000°E  | Mar Bàltic               | Golf de Finlàndia                            |
| 59° 26′ N, 27° 0′ E / 59.433°N,27.000°E | Estònia                  | Passa a través de Llac Peipus                |
| 57° 37′ N, 27° 0′ E / 57.617°N,27.000°E | Letònia                  |                                              |
| 55° 49′ N, 27° 0′ E / 55.817°N,27.000°E | Belarús                  |                                              |
| 51° 47′ N, 27° 0′ E / 51.783°N,27.000°E | Ucraïna                  |                                              |
| 48° 22′ N, 27° 0′ E / 48.367°N,27.000°E | Moldàvia                 |                                              |
| 48° 8′ N, 27° 0′ E / 48.133°N,27.000°E  | Romania                  |                                              |
| 44° 8′ N, 27° 0′ E / 44.133°N,27.000°E  | Bulgària                 |                                              |
| 42° 2′ N, 27° 0′ E / 42.033°N,27.000°E  | Turquia                  | 165 km. Tràcia                               |
| 40° 34′ N, 27° 0′ E / 40.567°N,27.000°E | Mar de Màrmara           | 16 km.                                       |
| 40° 23′ N, 27° 0′ E / 40.383°N,27.000°E | Turquia                  | 257 km. Anatòlia                             |
| 38° 4′ N, 27° 0′ E / 38.067°N,27.000°E  | Mar Mediterrània         | Mar Egeu                                     |
| 37° 47′ N, 27° 0′ E / 37.783°N,27.000°E | Grècia                   | Illa de Samos                                |
| 37° 42′ N, 27° 0′ E / 37.700°N,27.000°E | Mar Mediterrània         | Mar Egeu                                     |
| 37° 28′ N, 27° 0′ E / 37.467°N,27.000°E | Grècia                   | Illa d'Agathonisi                            |
| 37° 27′ N, 27° 0′ E / 37.450°N,27.000°E | Mar Mediterrània         | Mar Egeu                                     |
| 37° 1′ N, 27° 0′ E / 37.017°N,27.000°E  | Grècia                   | Illa de Kalymnos                             |
| 36° 57′ N, 27° 0′ E / 36.950°N,27.000°E | Mar Mediterrània         | Mar Egeu                                     |
| 36° 47′ N, 27° 0′ E / 36.783°N,27.000°E | Grècia                   | Illa de Cos                                  |
| 36° 45′ N, 27° 0′ E / 36.750°N,27.000°E | Mar Mediterrània         | Mar Egeu                                     |
| 35° 26′ N, 27° 0′ E / 35.433°N,27.000°E | Grècia                   | Illa de Kasos                                |
| 35° 24′ N, 27° 0′ E / 35.400°N,27.000°E | Mar Mediterrània         |                                              |
| 31° 26′ N, 27° 0′ E / 31.433°N,27.000°E | Egipte                   |                                              |
| 22° 0′ N, 27° 0′ E / 22.000°N,27.000°E  | Sudan                    |                                              |
| 9° 35′ N, 27° 0′ E / 9.583°N,27.000°E   | Sudan del Sud            |                                              |
| 5° 51′ N, 27° 0′ E / 5.850°N,27.000°E   | República Centreafricana |                                              |
| 5° 10′ N, 27° 0′ E / 5.167°N,27.000°E   | R.D. del Congo           |                                              |
| 11° 51′ S, 27° 0′ E / 11.850°S,27.000°E | Zàmbia                   |                                              |
| 17° 57′ S, 27° 0′ E / 17.950°S,27.000°E | Zimbàbue                 |                                              |
| 20° 1′ S, 27° 0′ E / 20.017°S,27.000°E  | Botswana                 |                                              |
| 23° 41′ S, 27° 0′ E / 23.683°S,27.000°E | Sud-àfrica               | Limpopo Nord-Oest Estat Lliure Cap Oriental  |
| 33° 35′ S, 27° 0′ E / 33.583°S,27.000°E | Oceà Índic               |                                              |
| 60° 0′ S, 27° 0′ E / 60.000°S,27.000°E  | Oceà Antàrtic            |                                              |
| 69° 58′ S, 27° 0′ E / 69.967°S,27.000°E | Antàrtida                | Terra de la Reina Maud, reclamat per Noruega |